# سازمان همکاری‌های اقتصادی آسیا–پاسفیک کانادا ۱۹۹۷
سازمان‌های اقتصادی آسیا–پاسفیک ۱۹۹۷ (انگلیسی: APEC Canada 1997) مجموعه ای از جلسات سازمان همکاری‌های اقتصادی آسیا–پاسفیک با تمرکز بر همکاری اقتصادی بود که در ونکوور، بریتیش کلمبیا، کانادا در ۲۴ تا ۲۵ نوامبر ۱۹۹۷ برگزار شد. این پنجمین نشست  سازمان همکاری‌های اقتصادی آسیا–پاسفیک در تاریخ نشست و دومین نشست بود که در قاره آمریکا برگزار شد. اگرچه بحث‌ها شامل پذیرش پرو، روسیه روسیه و ویتنام در این سازمان بود (از سال ۲۰۱۰، این کشورها جدیدترین اعضای APEC باقی ماندند)، جلسه بر توسعه در آسیا-اقیانوسیه کشورها و پیامدهای آن بر اقتصاد جهان متمرکز شد.